# سكوت بالدوين
سكوت بالدوين (19 نوفمبر 1983 - ) (بالإنجليزية: Scott Baldwin)‏ هو لاعب كريكت نيوزلندي.